# Huang Ting-ying
Huang Ting-ying (chinesisch 黃亭茵; * 29. Mai 1990 in Kaohsiung) ist eine taiwanische Radrennfahrerin, die auf Bahn und Straße aktiv ist.

## Sportlicher Werdegang
Huang war zunächst in den Kurzzeitdisziplinen des Bahnradsports aktiv und gewann 2007 bei den Junioren-Weltmeisterschaften zwei Silbermedaillen im 500-Meter-Zeitfahren sowie im Teamsprint. Sie wurde daraufhin zu einem Lehrgang des Radsport-Weltverbands UCI in die Schweiz eingeladen. Von 2008 bis 2012 trat sie regelmäßig im UCI-Bahnrad-Weltcup an und gewann mehrere Medaillen bei den Asienmeisterschaften.
Ab 2013 wandte sie sich zunehmend den Ausdauerdisziplinen und dem Straßenrennen zu. Mit vier Titeln war sie die überragende Sportlerin der Asiatischen Radsportmeisterschaften 2015; neben dem Straßenrennen gewann sie Punktefahren, Scratch und Einerverfolgung auf der Bahn. Im Mai 2016 kam sie zu größerer internationaler Aufmerksamkeit, als sie mit ihrer Nationalmannschaft an der Tour of Chongming Island teilnahm. Bei diesem Rennen der UCI Women’s WorldTour gewann sie zwei von drei Etappen und wurde Zweite der Gesamtwertung. Sie wurde daraufhin vom italienischen Team Servetto engagiert, für das sie den Giro Donne bestritt. Auch im olympischen Straßenrennen 2016 vertrat sie ihr Land, wurde aber disqualifiziert, nachdem sie sich am Teamwagen festgehalten hatte.
Nach dem Ende ihres Vertrags in Italien war sie weiterhin bei Asienmeisterschaften und Asienspielen auf Bahn und Straße erfolgreich, insgesamt gewann sie achtmal den Titel einer Asienmeisterin. Die Corona-Pandemie bewirkte eine Zäsur ihrer Karriere, da sie drei Jahre lang kaum international auftreten konnte.

## Erfolge

### Bahn
2007
 Weltmeisterschaften (Junioren) – Zeitfahren, Teamsprint (mit Shu Ping-lin)
2008
 Asienmeisterschaften – Teamsprint (mit Hsiao Mei-yu)
 Asienmeisterschaften – Zeitfahren, Sprint
2009
 Asienmeisterschaften - Teamsprint (mit Hsiao Mei-yu)
2010
 Asienmeisterschaften - Teamsprint (mit Hsiao Mei-yu)
2013
 Ostasienspiele – Einerverfolgung
2014
 Asienspiele – Teamsprint (mit Hsiao Mei-yu), Mannschaftsverfolgung (mit Hsiao Mei-yu, Tseng Hsiao-chia und I Fang-ju)
2015
 Asienmeisterin – Punktefahren, Scratch, Einerverfolgung
2016
 Asienmeisterin – Punktefahren, Einerverfolgung
 Asienmeisterschaften – Scratch
2018
 Asienmeisterin – Scratch
 Asienmeisterschaften – Einerverfolgung
 Asienmeisterschaften – Omnium
 Asienspiele – Omnium
 Asienspiele – Einerverfolgung
2019
 Asienmeisterin – Scratch
 Asienmeisterschaften – Punktefahren, Omnium
2023
 Asienmeisterschaften – Ausscheidungsfahren, Omnium
2024
 Asienmeisterschaften – Ausscheidungsfahren
 Taiwanische Meisterin – Einerverfolgung, Scratch, Omnium

### Straße
2013
eine Etappe Tour of Thailand
2015
 Asienmeisterin – Straßenrennen
2016
eine Etappe Tour of Thailand
zwei Etappen Tour of Chongming Island
2018
 Asienmeisterschaften – Straßenrennen, Einzelzeitfahren
2019
 Asienmeisterschaften – Einzelzeitfahren
 Taiwanische Meisterin – Straßenrennen, Einzelzeitfahren
2020
 Taiwanische Meisterin – Straßenrennen, Einzelzeitfahren
2024
 Taiwanische Meisterin – Straßenrennen, Einzelzeitfahren